# Батлер, Бретт
Бретт Ба́тлер (англ. Brett Butler; род. 30 января 1958) — американская актриса, стэндап-комик, писательница и сценаристка, наиболее известная по главной роли в комедийном телесериале «Грейс в огне».

## Биография
Бретт Батлер родилась 30 января 1958 года в Монтгомери, штат Алабама. Она была старшей из пяти сестёр. Прежде, чем стать успешным стэндап-комиком, она работала официанткой. Одной из первых заметных ролей Батлер была роль Ронды в сериале Долли Партон «Долли», после чего Долли Партон наняла её в качестве сценариста до окончания сериала.
В 1993—1998 годах Батлер снималась в главной роли в комедийном сериале канала ABC «Грейс в огне». Однако в феврале 1998 года из-за непредсказуемого поведения Батлер, вызванного злоупотреблением наркотиками, её уволили из сериала.
В 1996 году Батлер выпустила свои мемуары Knee Deep in Paradise, которые начала писать ещё не будучи известной. В них она откровенно рассказывает о своей жизни до съёмок в сериале «Грейс в огне».
Бретт Батлер открыто говорит о своей борьбе с пристрастием к алкоголю и марихуане, которое у неё возникло ещё до участия в сериале. Во время съёмок в «Грейс в огне» она пристрастилась к болеутоляющим лекарствам, из-за чего вынуждена была лечь в реабилитационную клинику.

## Фильмография
| Год       |    | Русское название                   | Оригинальное название        | Роль                     |
| --------- | -- | ---------------------------------- | ---------------------------- | ------------------------ |
| 1988      | с  | Долли                              | Dolly                        | Ронда                    |
| 1990      | с  | Short Attention Span Theater       | Short Attention Span Theater | приглашённая звезда      |
| 1993      | тф | The Child Ain't Right              | The Child Ain't Right        |                          |
| 1997      | с  | Эллен                              | Ellen                        | Грейс Келли              |
| 1997      | с  | Шоу Дрю Кэри                       | The Drew Carey Show          | Грейс Келли              |
| 1993—1998 | с  | Грейс в огне                       | Grace Under Fire             | Грейс Келли              |
| 1999      | с  | Куриный бульон для души            | Chicken Soup for the Soul    | имя персонажа неизвестно |
| 2000      | ф  | Бруно                              | Bruno                        | сестра Делла Роза        |
| 2000      | ф  | Погоня за украденной боеголовкой   | Militia                      | Бобби                    |
| 2005      | тф | Миссис Харрис                      | Mrs. Harris                  | Tarnower Ex #1           |
| 2005      | тф | Смертоносная стая                  | Vampire Bats                 | Шелли Бодро              |
| 2005      | с  | Меня зовут Эрл                     | My Name Is Earl              | Конни Дарвиль            |
| 2006      | тф | Moochers                           | Moochers                     | ведущая                  |
| 2012—2014 | с  | Управление гневом                  | Anger Management             | Бретт, бармен            |
| 2015—2017 | с  | Оставленные                        | The Leftovers                | Сэнди                    |
| 2016      | с  | Как избежать наказания за убийство | How to Get Away with Murder  | Тришель Пратт            |
| 2018      | ф  | Вне возраста                       | Age Out                      | Миссис Ле-Филд           |

## Награды и номинации
| Награды и номинации            | Награды и номинации                     | Награды и номинации | Награды и номинации | Награды и номинации |
| Награда                        | Категория                               | Фильм               | Год                 | Итог                |
| ------------------------------ | --------------------------------------- | ------------------- | ------------------- | ------------------- |
| Золотой глобус                 | Лучшая актриса сериала (комедия/мюзикл) | «Грейс в огне»      | 1995                | Номинация           |
| Золотой глобус                 | Лучшая актриса сериала (комедия/мюзикл) | «Грейс в огне»      | 1997                | Номинация           |
| Выбор народа                   | Любимая актриса в новом телесериале     |                     | 1994                | Награда             |
| Viewers for Quality Television | Лучшая актриса в комедийном телесериале | «Грейс в огне»      | 1995                | Награда             |